# Pattinaggio di figura ai IX Giochi olimpici invernali - Pattinaggio di figura a coppie
La competizione del pattinaggio di figura a coppie dei IX Giochi olimpici invernali si è svolta il giorno 29 gennaio 1964 alla Olympiahalle di Innsbruck. 

## Risultati
Dopo la gara il risultato ufficiale era prima la coppia sovietica Belousova/Protopopov, seconda la coppia tedesca Kilius/Bäumler, terza la coppia canadese Wilkes/Revell e quarta la coppia statunitense Vivian e Ron Joseph.
Due anni più tardi la coppia tedesca è stata squalificata perché aveva firmato un contratto da professionista prima dei Giochi Olimpici.
Pertanto la medaglia d'argento è stata assegnata alla coppia canadese e il bronzo alla coppia statunitense.
Nel 1987 la medaglia d'argento è stata assegnata nuovamente ai tedeschi lasciando il piazzamento dei canadesi e degli americani in dubbio.
Nel 2013 il CIO assegna ufficialmente la medaglia d'argento alle coppie tedesca e canadese e il bronzo alla coppia americana.
| Pos.    | Atleta                                | Nazione          | Ordinali | Totali |
| ------- | ------------------------------------- | ---------------- | -------- | ------ |
| Oro     | Ljudmila Belousova Oleg Protopopov    | Unione Sovietica | 13,0     | 104,40 |
| Argento | Marika Kilius Hans-Jürgen Bäumler     | Germania         | 15,0     | 103,60 |
| Argento | Debbi Wilkes Guy Revell               | Canada           | 35,5     | 98,50  |
| Bronzo  | Vivian Joseph Ronald Joseph           | Stati Uniti      | 35,5     | 98,20  |
| 5       | Tat'jana Žuk Aleksandr Gavrilov       | Unione Sovietica | 45,0     | 96,60  |
| 6       | Gerda Johner Rüdi Johner              | Svizzera         | 56,0     | 95,40  |
| 7       | Judi Fotheringill Jerry Fotheringill  | Stati Uniti      | 69,5     | 94,70  |
| 8       | Cindy Kauffman Ronnie Kauffman        | Stati Uniti      | 74,0     | 92,80  |
| 9       | Agnesa Wlachovská Peter Bartosiewicz  | Cecoslovacchia   | 84,0     | 91,80  |
| 10      | Milada Kubíková Jaroslav Votruba      | Cecoslovacchia   | 97,0     | 88,90  |
| 11      | Brigitte Wokoeck Heinz-Ulrich Walther | Germania         | 103,5    | 88,80  |
| 12      | Gerlinde Schönbauer Wilhelm Bietak    | Austria          | 108,0    | 87,70  |
| 13      | Margit Senf Peter Göbel               | Germania         | 113,5    | 87,90  |
| 14      | Faye Strutt Jim Watters               | Canada           | 122,5    | 85,30  |
| 15      | Inge Strell Ferry Dedovich            | Austria          | 129,0    | 83,60  |
| 16      | Linda Ward Neil Carpenter             | Canada           | 128,5    | 84,20  |
| 17      | Monique Mathys Yves Ällig             | Svizzera         | 147,5    | 81,50  |